# Лука Лучич
Лука Лучич (хорв. Luka Lučić, нар. 2 січня 1995, Спліт) — хорватський футболіст, захисник клубу «Славен Белупо».

## Клубна кар'єра
Народився 2 січня 1995 року в місті Спліт. Вихованець футбольної школи клубу «Хайдук» (Спліт). Дорослу футбольну кар'єру розпочав 2013 року в основній команді того ж клубу, в якій провів один сезон, взявши участь у 3 матчах чемпіонату. Так і не закріпившись в основі рідної команди, Лучич на початку 2015 року перейшов у чеський «Банік». Відіграв за команду з Острави наступні півтора сезони своєї ігрової кар'єри.
Влітку 2016 року Лучич відправився до Боснії і Герцеговини, де до 2024 року грав у складі команд «Зріньскі», «Борац» (Баня-Лука), «Посушьє» та «Тузла Сіті». У сезоні 2016/17 з командою «Зріньскі» виграв чемпіонат країни.
Влітку 2024 року Лучич повернувся а батьківщину і приєднався до складу клубу «Славен Белупо». Станом на 11 червня 2025 року відіграв за команду з Копривниці 31 матч в національному чемпіонаті.

## Виступи за збірні
2011 року дебютував у складі юнацької збірної Хорватії (U-17), загалом на юнацькому рівні взяв участь у 16 іграх, відзначившись одним забитим голом.